# Tom Wintringham
Thomas Henry Wintringham. (Grimsby, Lincolnshire, 1898 - 1949) fue un militar, historiador, escritor, periodista, poeta y político británico. Participó en la Primera Guerra Mundial, en la guerra civil española al frente del Batallón Británico y en la Segunda Guerra Mundial, formando parte de la Home Guard.
Inició sus estudios en la Escuela Gresham, y más tarde estudió en el Balliol College de la Universidad de Oxford, pero abandonó su formación para integrarse en la fuerza aérea británica y participar en la guerra mundial, desde 1917 hasta 1919.
En 1923 ingresó en el Partido Comunista de Gran Bretaña. Fue fundador del diario Daily Worker. Durante la guerra civil española fue reportero desde 1936 hasta que, en 1937, fue nombrado Comandante del Batallón Británico, unidad que formó parte de la XV Brigada Internacional. Durante sus acciones en el conflicto español fue herido en dos ocasiones y contrajo el tifus.
De vuelta a Inglaterra fue contratado para trabajar en el Picture Post. Su esposa, Kitty Bowler, periodista estadounidense e igualmente afiliada al partido comunista, fue acusada por la dirección de la organización de ser una espía trotskista. Wintringham se negó a abandonarla y consiguió permanecer en la organización.
Al declarase la Segunda Guerra Mundial, Wintringham solicitó su reincorporación al ejército, pero le fue denegada al posicionarse los comunistas británicos a favor del Pacto Ribbentrop-Mólotov y la no intervención en el conflicto. Wintringham criticó duramente tanto el Pacto como la posición de sus compañeros, y fue igualmente crítico con la política de apaciguamiento del primer ministro Neville Chamberlain, publicando sobre ello varios artículos en diferentes periódicos.
En 1940, después del desastre de Dunkerke, comenzó a trabajar para formar el British Home Guard, cuerpo de voluntarios para la defensa de Gran Bretaña. Sus métodos de entrenamiento se basaron en su experiencia durante la contienda española, entrenando a los hombres en la lucha urbana, la guerra de guerrillas y el uso de material antitanque. A pesar de dedicar sus esfuerzos a esta organización el Ejército Británico no le reconoció el trabajo realizado y se hizo cargo del cuerpo de voluntarios, forzando su dimisión en 1941
En 1942 fundó el Common Wealth Party junto a Vernon Bartlett, Richard Acland y J. B. Priestley. Después de terminar la guerra, continuó su labor como historiador hasta su muerte en 1949.

## Obras del autor
- War! And the way to fight against it. Partido Comunista de Gran Bretaña, Londres, 1932.
- Air Raid Warning! Why the Royal Air Force is to be doubled. Workers' Bookshop, Londres, 1934.
- The coming world war. Wishart Books. Londres, 1935.
- Mutiny. Being a survey of mutinies from Spartacus to Invergordon. Stanley Nott. Londres, 1936.
- English Captain. Reminiscences of service in the International Brigade in the Spanish Civil War. Faber & Faber. Londres, 1939.
- How to reform the army. 'Fact No. 98'. Londres, 1939.
- Armies of Freemen. G Routledge & Sons. Londres, 1940.
- New ways of war. Penguin Books. Nueva York, 1940.
- Deadlock war. Faber & Faber. Londres, 1940.
- Ferdinand Otto Miksche, Blitzkrieg (traducción). Faber & Faber. Londres, 1941.
- The politics of victory. G. Routledge & Sons. Londres, 1941.
- Freedom is our weapon. A policy for army reform. Kegan Paul & Co. Londres, 1941.
- Peoples' war. Penguin. Harmondsworth y Nueva York, 1942.
- Weapons and tactics. Faber & Faber. Londres, 1943.